# Рихер Реймский
Рихер Реймский, или Рихер Реймсский, он же Рихерий из Реймса (лат. Richerus Remenses, фр. Richer de Reims; между 940 и 950 — после 998) — средневековый французский хронист, монах-бенедиктинец из аббатства Святого Ремигия в Реймсе. Автор «Истории в четырёх книгах» (лат. Historiarum Libri IIII), описывающей политическую жизнь Франции второй половины X века.

## Биография
О жизни Рихера известно немногое. Все основные сведения о его происхождении и детали биографии можно почерпнуть только со страниц его сочинения. Так, Рихер сообщает, что родился в семье Родульфа (Рауля) — рыцаря, состоявшего на службе у короля Людовика IV Заморского. Свой интерес к политике и военному делу, вероятно, унаследовал от отца. Родульф дважды оказывал услуги королевской семье: в 949 году он помог Людовику отвоевать у герцога Гуго Великого город Лан, затем в 956 году с его помощью Герберге, вдове Людовика, удалось вернуть владения, захваченные Рагенерием, графом Геннегау.
Между 966 и 969 годами Рихер поступил в монастырь Святого Ремигия, где, вероятно, обучался у Герберта Орильякского, будущего папы Сильвестра II, «семи свободным искусствам», в том числе грамматике, риторике, истории и математике, а также, возможно, философии и медицине. Возможно, сблизился с архиепископом Реймским Адальбероном (969—989) через своего друга и учителя Герберта, служившего у того секретарём. 
Существует предположение, что по окончании обучения, Рихер занимался в монастыре врачеванием, так как, подробно описывая заболевания и причины смерти исторических лиц, применяя латинские и греческие медицинские термины, он обнаруживает серьёзное для своего времени знакомство с врачебной практикой. Кроме того, он рассказывает о своей поездке в Шартр, которую предпринял в 991 году, чтобы ознакомиться там с античными трудами о врачевании. Рихер умер не ранее 998 года, так как именно на этой дате заканчивается его произведение. 
Историк Филип Ло считает возможным, что он прожил после этого ещё несколько лет, поскольку в письме Фульберта Шартрского к аббату Флёри Аббону, датированному издателями 1003 годом, среди монахов аббатства Св. Петра в Шартре фигурирует его тёзка Рихер. Учитывая, что в Шартре проживал его учёный друг-медик Херибранд, гипотеза эта выглядит вполне правдоподобной.

## Сочинение Рихера
«История в четырёх книгах» была написана Рихером между 991 и 998 годами по просьбе его учителя Герберта, занимавшего тогда кафедру архиепископа Реймса. Оригинальная рукопись этого сочинения была обнаружена в 1833 году немецким историком Георгом Генрихом Перцем в городской библиотеке Бамберга, куда она поступила из местного бенедиктинского аббатства Св. Михаила на горе Михельсберг, в описи книжного собрания которого числилась под 1112, 1123 и 1453 годами. Текст её написан на латыни на 57 пергаментных листах и, судя по обилию авторских правок и сокращений, представляет собой черновой вариант книги. 
Начав повествование с рассказа об устройстве мира в целом и Галлии в частности, Рихер выбирает своей отправной точкой 882 год, которым оканчиваются составлявшиеся под руководством архиепископа Реймского Гинкмара (845—882) «Бертинские анналы», описывая историю правления Карла Простоватого, его сына Людовика Заморского и основателя династии Капетингов Гуго Капета, а также сопутствующие этому периоду междоусобицы и борьбу за власть между Каролингами и Капетингами. Большое внимание в «Истории» Рихера уделяется трудам Герберта Орильякского, в частности, приводятся важные сведения об астрономических приборах, которыми тот пользовался. В ней содержатся также ценные сведения об особенностях образования второй половины X века. Не чуждый медицине Рихер рассматривает все недуги как божью кару, приводя откровенно натуралистические их истории, предшествующие отправлению больных в ад как грешников или предателей, что делает его сочинение ценным источником о болезнях Каролингской эпохи.
При изложении событий до 966 года Рихер опирался на более раннее сочинение — «Анналы» реймсского каноника Флодоарда, — о чём сам автор сообщает в прологе. Рихер не повторяет дословно сухое изложение фактов Флодоарда, а создаёт на их основе развёрнутые описания, излагая события с явными симпатиями к Каролингам. Особенностью труда Рихера является стилизация фактов современной ему эпохи под реалии Древнего Рима. К примеру современное ему Лотарингское герцогство он называет «Бельгикой», а город Рим — «Urbs». В «Истории…» фигурируют такие совершенно архаичные для X века термины, как «центурион» или «муж консульского достоинства».
Поскольку Рихер не мог быть свидетелем большинства изложенных им событий, красочные подробности битв и длинные речи, которыми обмениваются персонажи, можно воспринимать как источник достоверной информации лишь с большими оговорками. Для описания военных действий Рихер Реймсский регулярно заимствовал выражения из Югуртинской войны Саллюстия. Тем не менее, несмотря на то, что произведение Рихера не является хроникой в полном смысле этого слова, оно представляет собой ценный с точки зрения литературы труд, со страниц которого можно почерпнуть немало сведений об особенностях современной автору эпохи.
«История» Рихера не получила в средние века широкой известности, хотя ею пользовался в начале XII века хронист Эккехард из Ауры, а в конце XV-го — историк-гуманист Иоганн Тритемий.

## Комментарии
1. ↑  В авторитетных русскоязычных источниках используются приблизительно в равной мере оба варианта имени — см. например «Рихер Реймский» в «Тарасова А. В. Рихер Реймский и его „Четыре книги историй“» и в последней БРЭ, и «Рихер Реймсский» в Католической энциклопедии, приведённые в списке литературы.

## Сочинения
- Рихер Реймский. История = Historiarum Libri IIII / Пер. с лат., сост., коммент. и указ. А. В. Тарасовой ; отв. ред. И. С. Филиппов. — М.: РОССПЭН, 1997. — 322 с. — (Классики античности и средневековья). — 3000 экз. — ISBN 5-86004-074-1.